# Mariss Jansons
Mariss Jansons (Riga, 14 de enero de 1943-San Petersburgo, 1 de diciembre de 2019) fue un director de orquesta letón.

## Primeros años
Fue hijo del director Arvīds Jansons. Su madre, que era judía, le dio a luz a escondidas después de que su padre y su hermano (respectivamente, el abuelo y tío maternos de Mariss Jansons) fuesen asesinados en el gueto de Riga. Siendo niño su padre le enseñó a tocar el violín.[cita requerida]
En 1946 su padre ganó el segundo premio en una competición nacional y fue escogido por Yevgueni Mravinski para ser su asistente en la Orquesta Filarmónica de Leningrado, actual Orquesta Filarmónica de San Petersburgo. Cuando su familia se mudó con su padre en 1956, el joven Jansons ingresó al Conservatorio de Leningrado, donde estudió piano y dirección coral, a pesar de que su padre le pidió que continuara tocando el violín. En 1969 continuó su preparación en Viena con Hans Swarowski y en Salzburgo con Herbert von Karajan. Karajan había invitado a Jansons para ser su asistente en la Orquesta Filarmónica de Berlín, pero las autoridades soviéticas impidieron que Jansons pudiera aceptar.

## Carrera
En 1973, Jansons fue nombrado director asociado de la Orquesta Filarmónica de Leningrado. En 1979, fue nombrado director musical de la Orquesta Filarmónica de Oslo, con la que dirigió, grabó y viajó extensivamente. Jansons renunció a la Filarmónica en el 2000 después de varias disputas con la ciudad por la mala acústica de la sala de conciertos de Oslo.
En 1992, Jansons fue nombrado director invitado principal de la Orquesta Filarmónica de Londres y de la Orquesta Sinfónica de Londres, con quien grabó la Sexta Sinfonía de Mahler para la discográfica LSO. En marzo de 1997, fue nombrado director musical de la Orquesta Sinfónica de Pittsburgh. Su contrato inicial era de tres años, pero era renovable automáticamente con carácter anual. En junio de 2002 anunció que abandonaría la orquesta en 2004.
En 1996, Jansons estuvo a punto de morir sobre la tarima en Oslo a causa de un ataque cardíaco mientras dirigía las páginas finales de La bohème. Tras recuperarse en Suiza, cirujanos en Pittsburgh le colocaron un desfibrilador en el pecho para darle una pequeña descarga eléctrica en caso de fallo cardíaco. Su padre, Arvīds Jansons, había muerto doce años antes por un ataque cardíaco mientras dirigía a la Hallé Orchestra. Jansons declaró que sufría de jet lag, y esta fue una de las razones por las que dejó su posición en Estados Unidos.
En otoño de 2003 fue nombrado director principal de la Orquesta Sinfónica de la Radio de Baviera como sucesor de Lorin Maazel y con un contrato inicial de diez semanas por temporada durante tres años. En septiembre de 2006, Jansons prolongó su contrato inicial hasta agosto de 2009. En julio de 2007, se amplió aún más su contrato hasta agosto de 2012. En abril de 2011 volvió a prolongar su contrato hasta agosto de 2015. Para junio de 2013 el contrato de Jansons era el más largo de la orquesta, pues duraba hasta agosto de 2018. Ha hecho una campaña para la construcción de una nueva sala de conciertos de la orquesta.
A inicios de septiembre de 2004, Jansons se convirtió simultáneamente en el sucesor de Riccardo Chailly como director principal de la Orquesta Real del Concertgebouw de Ámsterdam, cargo que abandonó al final de la temporada 2014/2015.
En 2006, 2012 y 2016 dirigió el Concierto de Año Nuevo de Viena. También en enero de 2006 fue galardonado con el Premio Artista del Año del MIDEM en Cannes. En noviembre de 2017 recibió la medalla de oro de la Royal Philharmonic Society.
Falleció el 1 de diciembre de 2019 en su residencia de San Petersburgo, Rusia. Su muerte fue anunciada al día siguiente por la Filarmónica de Viena.